# سیارک ۳۰۸۲۱
سیارک ۳۰۸۲۱ (به انگلیسی: 30821 Chernetenko، نامگذاری:1990RR17) سی هزار و هشتصد و بیست و یکمین سیارک کشف شده‌است که در ۱۵ سپتامبر ۱۹۹۰ کشف شد.